# Memoriał im. mł. kpt. A. Kaczyny i dh. A. Malinowskiego
Memoriał im. mł. kpt. Andrzeja Kaczyny i dh. Andrzeja Malinowskiego – memoriał w Raciborzu organizowany corocznie począwszy od 1993 roku w drugiej połowie sierpnia przez NSZZ „Solidarność”. Impreza upamiętnia tragiczną śmierć dwóch strażaków, młodszego kapitana Andrzeja Kaczyny i druha Andrzeja Malinowskiego, którzy zginęli podczas akcji gaszenia pożaru lasu koło Kuźni Raciborskiej w sierpniu 1992 roku (był to wówczas największy pożar w Europie środkowej i zachodniej po II wojnie światowej).
Memoriał organizowany jest w weekend, a w trakcie jego trwania odbywają się liczne imprezy plenerowe, zawody sportowe, koncerty oraz pokazy sztucznych ogni. Przez lata wydarzenie wyrosło na największą imprezę organizowaną w Raciborzu. W czasie memoriału odbywał się m.in. Międzynarodowy Turniej Zapaśniczy im. Władysława Pytlasińskiego, a wśród gwiazd występujących na scenie podczas koncertów znalazły się m.in. Boney M., Velvet, Doda, Ewa Farna, Sylwia Grzeszczak, Szymon Wydra, Goya, Feel, Łzy, Lady Pank, Kukiz i Piersi, Sumptuastic, Mezo i Kasia Wilk, Myslovitz, Big Cyc czy Kombii.